# Златишки проход

Златишки проход е планински проход между Етрополска планина (част от Западна Стара планина) на запад и Златишко-Тетевенска планина (част от Средна Стара планина), в Община Златица и Община Етрополе, Софийска област. По него се прокарва границата между Западна и Средна Стара планина.
Дължината на прохода е 24 км, надморска височина на седловината Кашана – 1385 м.
Проходът свързва долината на река Малки Искър в близост до град Етрополе на север със Златишко-Пирдопската котловина при село Църквище на юг. Трасето започва на 578 м н.в. южно от град Етрополе, изкачва се на юг-югоизток по долината на река Малки Искър и след 13,4 км достига седловината Кашана на 1385 м н.в. От там пътят продължава в югоизточна посока по южния склон на планината, с голям наклон и множество завои и след 11,6 км слиза в северната част на Златишко-Пирдопската котловина, при село Църквище, на 783 м н.в.
През прохода от север на юг преминава участък (от км 23,4 до км 48,4) на второкласния Републикански път II-37, село Джурово – Златица – Панагюрище – Пазарджик – Пещера – Доспат – село Барутин. Поради тясната и силно повредена пътна настилка, големите наклони и многото завои пътят е официално затворен целогодишно за преминаване на МПС и не се поддържа от Агенция Пътна инфраструктура. Ползва се предимно за местни нужди.
В древността и средните векове проходът е бил една от основните транспортни артерии през Стара планина и е използван интензивно от римляните за връзка на Мизия с Тракия. През него са преминавали с войските си Александър Македонски, Исак I Комнин и Исак II Ангел. През 1443 г. тук се състои битка между кръстоносците на Владислав III и Янош Хуняди и турците.
В близост до седловината Кашана са разположени хижа „Мургана“ и хижа „Кашана“.

## Други
На Златишкия проход е наречена улица в кварталите „Стрелбище“ и „Гоце Делчев“ в София (Карта).

## Топографска карта
- Лист от карта K-34-48. Мащаб: 1 : 100 000.
- Лист от карта K-35-37. Мащаб: 1 : 100 000.